# Hans von Kirchbach

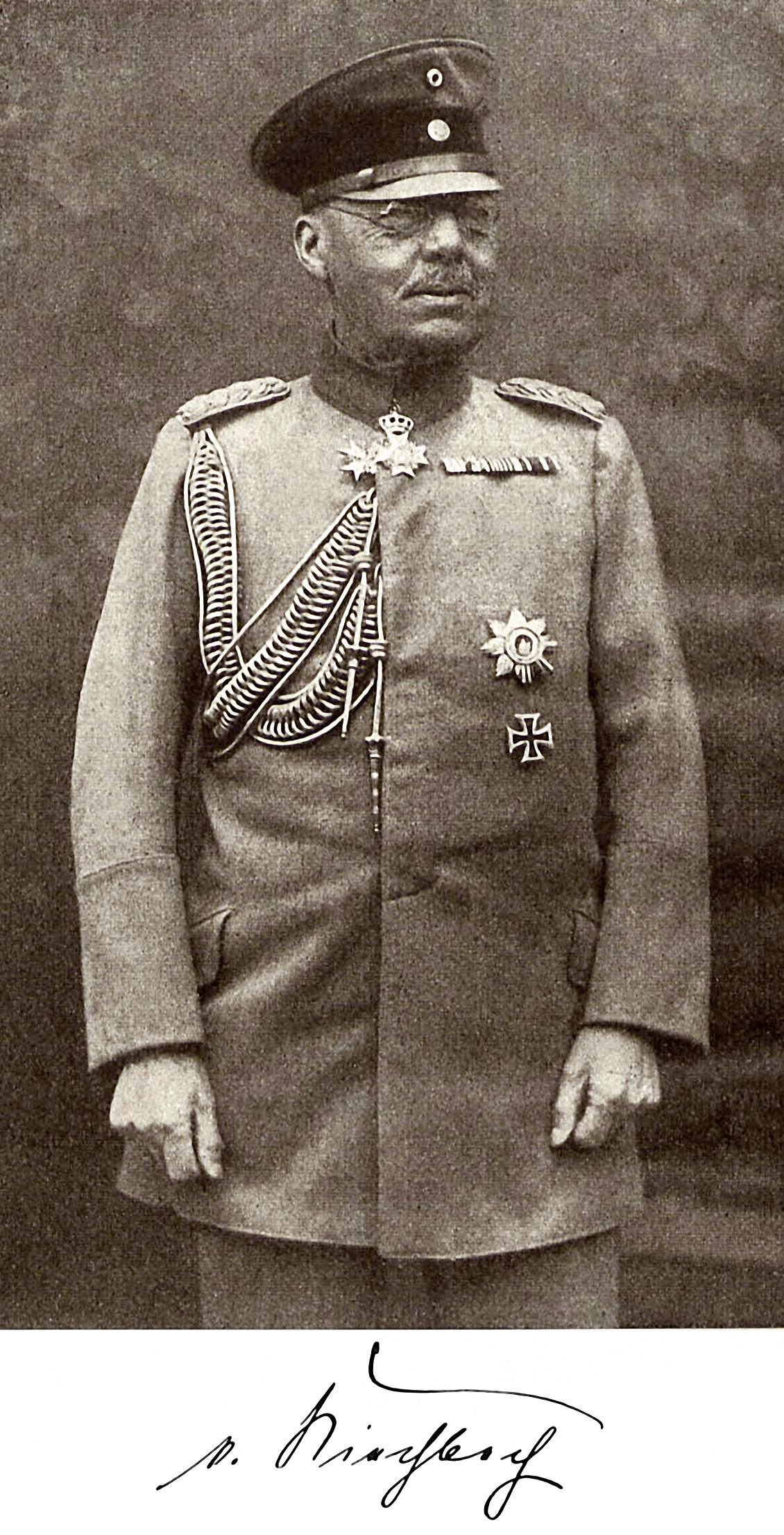
General Hans von Kirchbach

Rudolph Bodo Hans von Kirchbach (* 22. Juni 1849 in Auerbach (Vogtland); † 23. Juli 1928 in Dresden) war ein sächsischer Generaloberst.

## Leben

### Herkunft
Hans entstammte dem sächsischen Adelsgeschlecht Kirchbach. Er war der Sohn des Oberlandforstmeisters Carl von Kirchbach (1799–1893), königlich sächsischer Geheimer Finanzrat und Kammerherr, und dessen zweiter Ehefrau Josephine, geborene von Bodenhausen (1825–1898).

### Militärkarriere
Kirchbach besuchte die höhere Privatschule in Auerbach sowie die Realschule von Bezzenberger und Opelt in Dresden. Er trat am 1. April 1863 mit 14 Jahren als Kadett in die Artillerieschule in Dresden ein. Ab 1. Mai 1866 war er Portepeejunker beim Fußartillerieregiment, nahm am folgenden Deutschen Krieg teil und wurde bereits im August 1866 zum Leutnant befördert. Nach dem Krieg diente Kirchbach beim 1. Feldartillerie-Regiment Nr. 12 und wurde Adjutant der I. Abteilung, mit der er ab Mitte Juli 1870 am Krieg gegen Frankreich teilnahm. Kirchbach wurde 1872 zum Premierleutnant und 1876 zum Hauptmann befördert. Zwischen 1878 und 1881 folgten verschiedene Verwendungen als Regiments- und Brigadeadjutant. In dieser Zeit war er auch Ordonnanzoffizier von König Albert. Sein erstes Kommando hatte er 1881/84 als Batteriechef in seinem Stammregiment. Danach war er bis 1888 Lehrer an der Berliner Artillerie- und Ingenieurschule. Dort wurde er 1887 zum Major befördert. Nach seiner Lehrtätigkeit war Kirchbach bis 1893 Chef der I. Abteilung im 1. Feldartillerie-Regiment Nr. 12. Dort erfolgte 1891 seine Ernennung zum Oberstleutnant.
1893 ging er als Abteilungschef in das Kriegsministerium und wurde 1895 Oberst, bevor er 1896 das 3. Feldartillerie-Regiment Nr. 32 übernahm. Ab 1899 befehligte er, zum Generalmajor befördert, die 4. Feldartillerie-Brigade Nr. 40 und danach ab 1901 die 1. Feldartillerie-Brigade Nr. 23 1904 wurde Kirchbach zum Generalleutnant befördert und wechselte im gleichen Jahr als Kommandeur zur 3. Division Nr. 32.
1907 erfolgte seine Ernennung zum General der Artillerie und die Berufung zum Kommandierenden General des XIX. Armee-Korps in Leipzig. Damit hatte er einen der drei höchsten Posten inne, welche die sächsische Armee im Frieden zu besetzen hatte. Kirchbach erhielt diesen Dienstposten, ohne dass er zuvor eine Generalstabsverwendung innegehabt hatte. Eine hohe Auszeichnung war es, dass er vom sächsischen König Friedrich August III. 1912 à la suite des 3. Feldartillerie-Regiment Nr. 32 gestellt wurde. Nach fast sechs Jahren an der Spitze des Generalkommandos wurde Kirchbach am 28. November 1913 von seinem Posten enthoben und in Genehmigung seines Abschiedgesuches mit Pension sowie der Berechtigung zum Tragen der Generalsuniform zur Disposition gestellt.

#### Erster Weltkrieg
Als im Jahr darauf der Erste Weltkrieg ausbrach, wurde er reaktiviert, und übernahm als Kommandierender General das XII. Reserve-Korps. In den nächsten drei Jahren war sein Verband an der Westfront eingesetzt und kämpfte 1914 in der Marneschlacht, 1915 in der Herbstschlacht in der Champagne, 1916 in der Schlacht an der Somme und 1917 bei Ypern. Nach einem kurzzeitigen Einsatz als Führer der „Gruppe Gent“ wurde Kirchbach am 12. Dezember 1917 an die Ostfront versetzt, wo er als Nachfolger seines Vetters Günther von Kirchbach (1850–1925) als Oberbefehlshaber die Armeeabteilung D übernahm. Hier wurde er im Januar 1918 zum Generaloberst befördert. Mit der Auflösung dieser Armeeabteilung Anfang Oktober 1918 schied er nach insgesamt 52 Dienstjahren endgültig aus dem aktiven Dienst aus und lebte bis zu seinem Tod in Dresden.

## Auszeichnungen
- Großkreuz des Sächsischen Verdienstordens[1]
- Großkreuz des Albrechts-Ordens mit goldenem Stern und Schwertern[1]
- Sächsisches Dienstauszeichnungskreuz[1]
- Großkreuz des Bayerischen Militärverdienstordens[1]
- Ehren-Großkomtur des Oldenburgischen Haus- und Verdienstordens des Herzogs Peter Friedrich Ludwig[1]
- Großkreuz des Roten Adlerordens[1]
- Kronenorden II. Klasse mit Stern[1]
- Eisernes Kreuz (1870) II. Klasse[1]
- Reußisches Ehrenkreuz I. Klasse[1]
- Ritterkreuz I. Klasse des Hausordens vom Weißen Falken[1]
- Großkreuz des Herzoglich Sachsen-Ernestinischen Hausordens[1]
- Großkreuz des Friedrichs-Ordens[1]
- Großkreuz des Spanischen Militär-Verdienstordens[1]
- Großoffizier des Ritterordens der Hl. Mauritius und Lazarus[1]
- Orden der Eisernen Krone I. Klasse[1]
- Eisernes Kreuz (1914) I. Klasse
- Militär-St.-Heinrichs-Orden
  - Ritterkreuz am 9. September 1914[2]
  - Komtur II. Klasse am 9. Oktober 1915[3]
  - Komtur I. Klasse am 28. August 1916[4]
- Pour le Mérite am 11. August 1916

### Familie
Kirchbach heiratete am 29. September 1873 in Dresden Margaretha von Pawel-Rammingen (1852–1931), die Tochter des herzoglich braunschweigischen Kammerherrn und Rittmeisters Albert von Pawel-Rammingen und dessen Frau Elisabeth, geborene Martini. Die beiden hatten einen Sohn, Hans-Karl von Kirchbach (1874–1946), der Ende 1946 in Dresden im sowjetischen Zentralgefängnis umkam, und eine Tochter, Elisabeth von Kirchbach (1874–1946).